# Moulin des Landes
Le moulin des Landes est un moulin situé à Bégrolles-en-Mauges, en France.

## Localisation
Le moulin est situé dans le département français de Maine-et-Loire, sur la commune de Bégrolles-en-Mauges.

## Historique
L'édifice est inscrit au titre des monuments historiques en 1975.